# Dallasimyia bosqi
Dallasimyia bosqi là một loài ruồi trong họ Tachinidae.